# Berlin-Night-Express

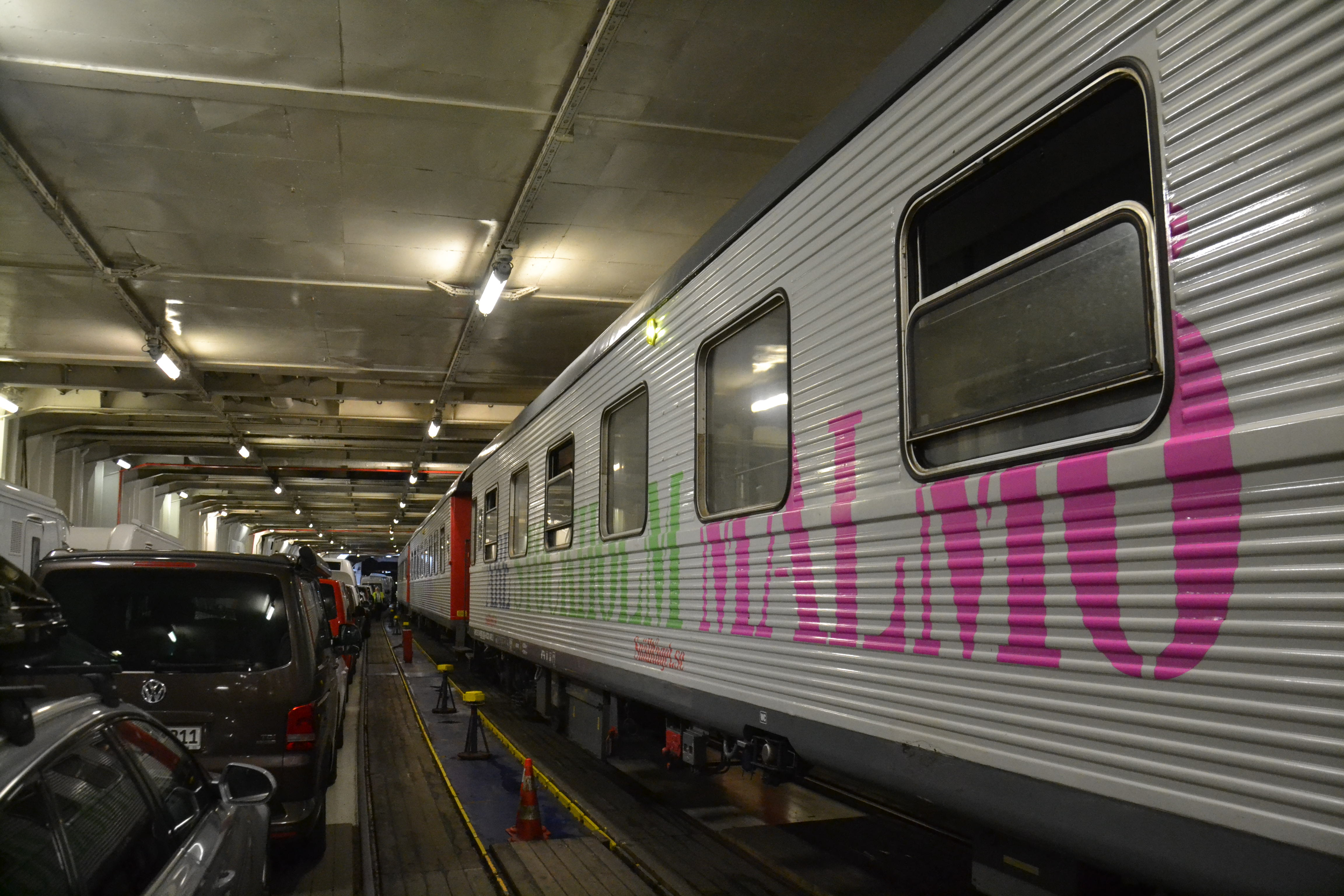
BC2-Liegewagen in Snälltåget-Lackierung in der Sassnitz im Jahr 2019

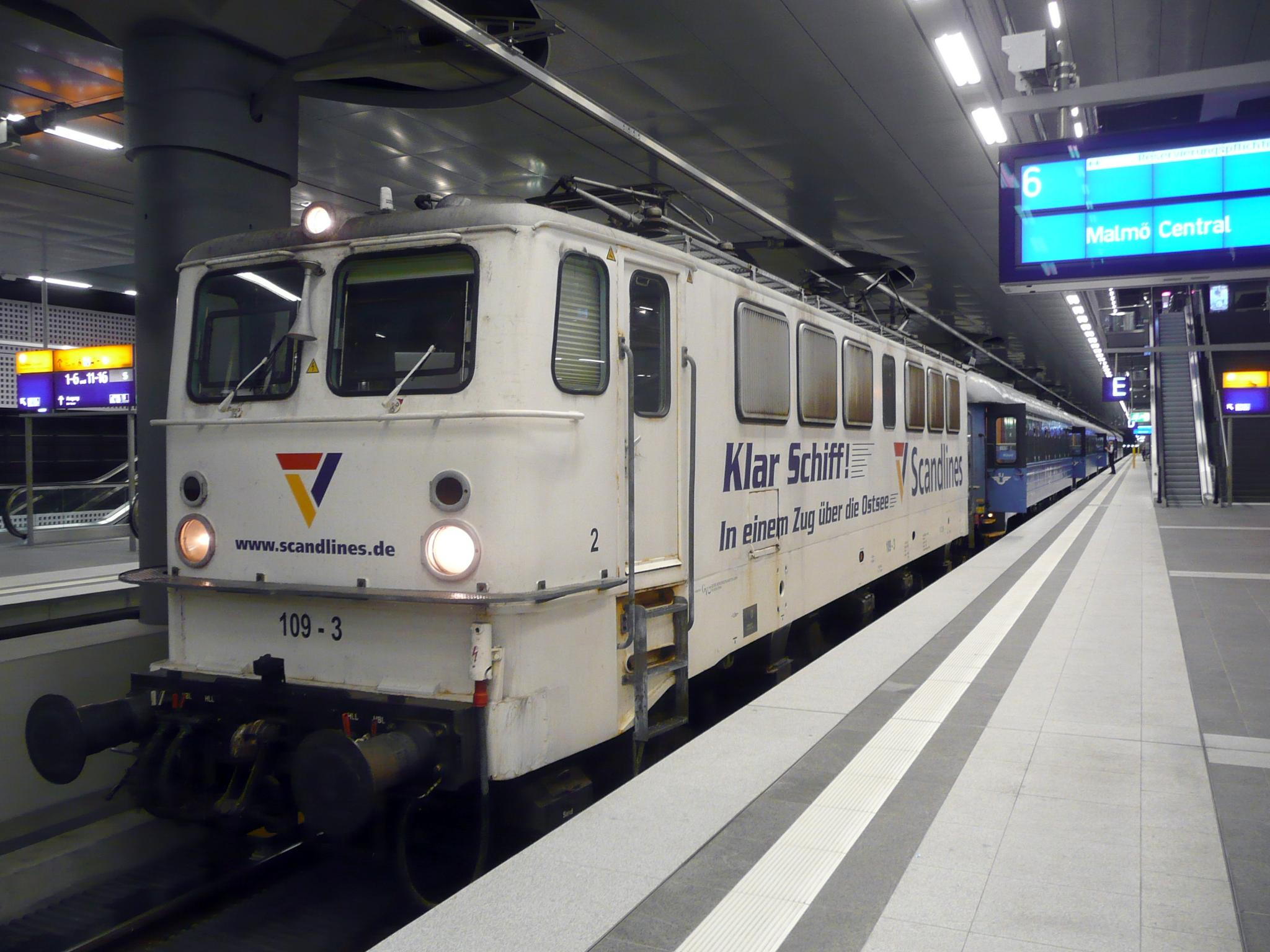
Berlin-Night-Express im Jahr 2008

Der Berlin-Night-Express ist seit dem Jahr 2000 eine regelmäßige und privat betriebene saisonale Nachtzugverbindung zwischen Schweden und Deutschland. Der Zug verkehrte in den Sommermonaten täglich sowie an langen Wochenenden im Frühjahr zwischen Berlin Hauptbahnhof über die Ostsee-Fährverbindung nach Malmö (teils weiter bis nach Stockholm). Die Relation wurde gemeinsam vom deutschen Eisenbahnverkehrsunternehmen (EVU) Georg Verkehrsorganisation und der schwedischen Transdev-Tochter Transdev Sverige (vormals: Veolia Transport) unter dem Markennamen Snälltåget betrieben. Seit 2019 ist die Transdev-Tochter Snälltåget alleiniges EVU und betreibt den Zug sowie weitere innerschwedische Verbindungen unter diesem Namen. Seit einer pandemiebedingten Pause im Jahr 2020 verkehrt der Zug im Sommer 2021 neu von Stockholm über Malmö und die Beltbrücken nach Hamburg und weiter nach Berlin.

## Allgemeines
Buchungen für die Gesamtstrecke erfolgen in der Regel online über die Webseiten des schwedischen Betreibers, der Buchungen auf Englisch und Schwedisch ermöglicht. Als Wagenmaterial kommen schwedische Liegewagen sowie ehemalige Deutsche Liege- und Sitzwagen zum Einsatz. Die Fahrradmitnahme ist nicht möglich.

## Geschichte
Nachdem die DB zum 23. September 2000 das Schnellzug-Paar D 318/319 „Nils Holgersson“, den früheren Sassnitz-Express, eingestellt hatte, übernahm die GVG – als erstes privates Unternehmen – einen DB-Fernzug. Ab dem 24. September 2000 betrieb sie zusammen mit schwedischen Eisenbahnverkehrsunternehmen (bis Ende 2011 war dies die SJ AB – die schwedische Staatsbahn) diesen einzigen direkten Reisezug zwischen Schweden und Deutschland.
Der Schlaf- und Liegewagenzug fuhr über Nacht von Malmö Central nach Berlin Hauptbahnhof und hatte folgende Zugnummern: EN 301 Berlin-Night-Express (südwärts: Malmö–Berlin) und EN 300 Scandinavia-Night-Express (nordwärts: Berlin–Malmö). Über die Ostsee benutzen die Züge die Eisenbahnfähre auf der sogenannten Königslinie zwischen Trelleborg und Sassnitz, die von der Reederei Stena Line betrieben und mit dem Schiffen Sassnitz (2019) und Trelleborg (bis 2014) bedient wurde.
2003 wurde die Verbindung etwas ausgedünnt, seitdem verkehrten die Züge nur noch in den Sommermonaten täglich, von März bis April und von September bis Anfang November hingegen nur noch dreimal wöchentlich, zwischen November und März sogar nur an wenigen ausgewählten Tagen. Anfang des Jahres 2004 wurde der Betrieb vorübergehend eingestellt. Das Unternehmen kündigte an, den Zug dreimal wöchentlich im Zeitraum vom 7. März bis 7. November 2004 anzubieten. Zwischen Anfang April und Mitte August war dabei ein weitgehend täglicher Betrieb vorgesehen. Der Verkehr wurde letztlich im April 2004 wieder aufgenommen.
Seit der Eröffnung des neuen Berliner Hauptbahnhofs im Sommer 2006 beginnen und enden die Züge dort. Vorher war der Bahnhof Berlin Ostbahnhof Ausgangs- und Endpunkt. Die Züge werden auf dem deutschen Streckenabschnitt mit elektrischen Lokomotiven der Baureihe 109 bespannt, auf dem schwedischen Streckenabschnitt bis zur Winterpause Ende 2011 von SJ-Lokomotiven der Reihe Rc. Als Wagenmaterial kommen schwedische Liegewagen zum Einsatz, Schlaf- und Sitzwagen werden nicht eingesetzt. Die Mitnahme von unzerlegten und unverpackten Fahrrädern ist ebenfalls nicht möglich.
Zum Fahrplanwechsel 2011/2012 hatte die SJ den Betrieb des Zuges in Schweden aus Rentabilitätsgründen aufgegeben. Als neuer Betreiber hat die schwedische Tochtergesellschaft von Veolia Transport den Verkehr unter dem Markennamen Snälltåget übernommen. Der neue Betreiber setzte im Plandienst ab der Saison 2012–2017 von der DSB stammende Liegewagen ein.
Seit der Saison 2018 kamen wieder BC2K-Liegewagen zum Einsatz. Ebenfalls neu war in der Saison, dass es erstmals wieder einen Direktzug zwischen Berlin und Stockholm gab. Dieses gesonderte Zugangebot wurde nur an wenigen Tagen mittags ab Berlin angeboten und wurde nachmittags durch das Fährschiff Sassnitz nach Trelleborg trajektiert. Es handelte sich allerdings nur um einige Kurswagen, die in Malmö vom D 300 auf einen Nachtzug nach Stockholm übergingen. In der Gegenrichtung begann der Zug in Stockholm kurz nach Mittag und erreichte spätabends (über Malmö und Trelleborg) den Fährhafen Sassnitz-Mukran. Der Endbahnhof Berlin Hbf (tief) wurde morgens erreicht. Trotz der Einstellung der Eisenbahntrajektierung auf der Königslinie für Güterzüge wurde der Nachtzug jeweils in den Sommermonaten und vereinzelt im Frühjahr über Sassnitz Fährhafen geführt.
Die ersten beiden Fahrten am 18. und 21. April 2019 wurden auf der deutschen Seite mit einer Lokomotive der Baureihe 109 durchgeführt. Mit dem Tod des GVG-Geschäftsführers Rolf Georg verfielen die Sondergenehmigungen für den Betrieb der schwedischen Wagen auf dem deutschen Teil der Strecke. Um die Fahrt dennoch gewährleisten zu können, stellten die Wedler  Franz Logistik (WFL) für die Fahrten am 30. Mai und 2. Juni einen Ersatzzug zusammen. Dieser Zug bestand aus einem DR-Gepäckwagen, zwei Bn-Sitzwagen sowie einer Lokomotive der Baureihe 250 und wurde abweichend über die Berliner Stadtbahn nur bis Sassnitz Fährhafen geführt. Dort erfolgte am Personenbahnsteig ein Umstieg in die bereitgestellten schwedischen Liegewagen. Für die Sommersaison wurde von DB Regio die Lokomotive 143 250 gemietet.
Aufgrund von Bauarbeiten mussten die Züge vom 26. Juni bis zum 7. Juli über den östlichen Teil des Berliner Außenrings sowie über die Berliner Nordbahn (Oranienburg, Neustrelitz, Neubrandenburg und Stralsund) geleitet werden. Während dieser Zeit war Ausgangs- und Endpunkt der Bahnhof Berlin-Lichtenberg. Mit Beendigung der Bauarbeiten wurden die Fahrten wieder über die planmäßige Strecke (Eberswalde, Greifswald und Stralsund) geführt.
Wegen steigender Nachfrage wurden in zwei Wochen im Juli 2019 zwei beziehungsweise drei zusätzliche Abfahrten je Richtung angeboten. Diese zusätzlichen Züge bestanden ebenfalls aus sechs Wagen (BC2K-Liegewagen sowie Bc-t-Liegewagen aus DSB-Beständen, die bis 2017 auf dieser Linie eingesetzt wurden). An folgenden Tagen wurden Sonderfahrten ab Stockholm über Malmö und Mukran nach Berlin und zurück angeboten: Südwärts am 26. September, 7. November und 5. Dezember sowie nordwärts am 30. September, 11. November und 9. Dezember. Während der Fahrten im September wurden erstmals auch Bmpz-Sitzwagen eingesetzt. Diese wurden in Malmö an den aus Stockholm kommenden Nachtzug 305 angekuppelt. Die Abfahrt fand ab Malmö bereits morgens statt und Berlin wurde am späten Nachmittag erreicht.
Für Sommer 2020 kündigte Snälltåget zunächst an, die Kapazitäten deutlich aufzustocken und in der Hochsaison jede Nacht eine Verbindung in beide Richtungen anzubieten. Hierzu wurden zehn Liegewagen von der Deutschen Bahn gekauft und aufgearbeitet. Anfang April kündigte Stena Line an, die Fährverbindung zwischen Sassnitz und Trelleborg einzustellen. Snälltåget versicherte zunächst Mitte April, dass die Schlafwagenverbindung zwischen Schweden und Deutschland in der Saison 2020 weiter verkehren wird, machte dies jedoch angesichts der weiter bestehenden Reiseeinschränkungen durch die COVID-19-Pandemie zum Sommeranfang wieder rückgängig. Am 27. Juni 2021 wurde die Nachtzugverbindung mit neuem Startpunkt in Stockholm über Dänemark und die Brücken über den Großen Belt sowie den Öresund ohne Trajektierung wieder mit täglichen Abfahrten im Sommer aufgenommen. Dabei werden neu auch Kopenhagen und Hamburg angebunden.